# Wassili Pawlowitsch Kalafati
Wassili Pawlowitsch Kalafati (russisch Василий Павлович Калафати; * 29. Januarjul. / 10. Februar 1869greg. in Jewpatorija (Krim); † 20. März 1942 bei Leningrad) war ein russischer Komponist und Kompositionslehrer.
Kalafati stammt aus einer Familie griechischer Einwanderer und war am Sankt Petersburger Konservatorium Schüler von Nikolai Rimski-Korsakow. Von 1907 bis 1929 (ab 1923 als Professor) unterrichtete er dort Komposition und Musiktheorie. Zu seinen Schülern zählten Alexander Skrjabin, Igor Strawinsky und Heino Eller.
Er komponierte unter anderem eine Oper (Cygany nach Puschkin), eine Sinfonie a-Moll, die symphonische Dichtung Legenda (mit der er einen Preis beim Internationalen Schubert-Wettbewerb 1928 gewann), eine Ouvertüre und eine Polonaise für Orchester, kammermusikalische Werke, Klavierstücke und Lieder. Stilistisch an seinem Lehrer Nikolai Rimski-Korsakow orientiert, blieb sein kompositorisches Schaffen weitgehend unbeachtet; er war aber einer der wichtigsten russischen Kompositionslehrer seiner Zeit.
Kalafati wurde Opfer der deutschen Belagerung Leningrads.